# محمد البحيري
محمد البحيري مواليد 27 يوليو 1994 في السعودية، هو لاعب كرة قدم سعودي.
لعب سابقاً لنادي ضمك ونادي حطين .